# Cachantun Cup
Cachantun Cup – profesjonalny kobiecy turniej tenisowy kalendarza rozgrywek WTA, którego jedyna edycja rozegrana została w 2008 roku. Impreza trzeciej kategorii odbywała się w chilijskim Viña del Mar, w mieście, w którym rozgrywano także turniej mężczyzn ATP.

## Mecze finałowe

### gra pojedyncza
| Rok  | Mistrzyni       | Finalistka       | Wynik          |
| 2008 | Flavia Pennetta | Klára Zakopalová | 6:4, 5:4 krecz |

### gra podwójna
| Rok  | Mistrzynie                      | Finalistki                     | Wynik    |
| 2008 | Līga Dekmeijere Alicja Rosolska | Marija Korytcewa Julia Schruff | 7:5, 6:3 |